# Suicide en France
Pour un article plus général, voir Suicide.

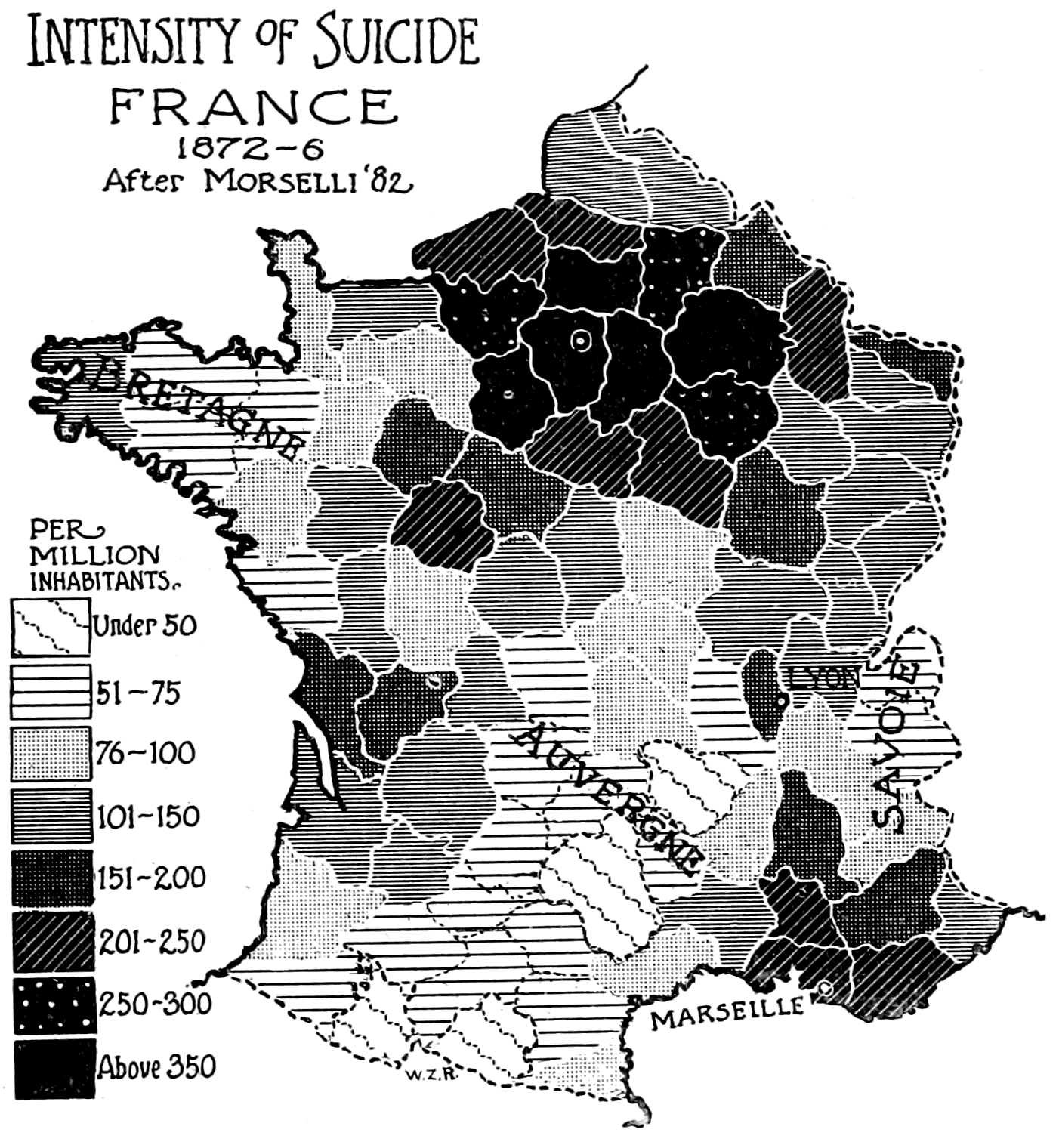
Prévalence du suicide en France, 1872-1876.

Selon le Centre d'épidémiologie sur les causes médicales de décès de l'INSERM, la France a un taux moyen de suicide de 12,3 pour 100 000 habitants en 2017. Le taux de suicide est de 19,3 chez les hommes contre 6 pour les femmes. Cela représente un nombre total de 8 355 suicides sur l'année. Ce chiffre est en baisse régulière depuis le milieu des années 1980, où il dépassait 12 000.
Sur le plan international, selon le rapport sur le suicide de l'OMS en 2019, la France est classée au 75e rang sur 183 pays. La France a un taux moyen de suicide plus élevé que celui de l'Espagne, de l'Italie, de l'Allemagne ou du Royaume-Uni, mais derrière la Belgique, la Suède, la Finlande, l'Islande, les États-Unis ou les pays de l'Est européen, y compris la Russie,. 

## Épidémiologie

### Généralités
Le réseau Sentinelles de l'INSERM suit l'évolution de l'incidence des suicides et le « baromètre santé » de l'INPES informe sur l'évolution des tentatives de suicide et des pensées suicidaires au sein de la population.
En 2017, la France a un taux moyen de suicide de 12,3 pour 100 000 habitants. En 2006, ce taux était de 17,0 pour 100 000 habitants. En 1996, la France comptait 12 000 suicides pour 160 000 tentatives (chiffres de l'Inserm), soit à peu près 19 suicides pour 100 000 habitants ou encore un suicide pour 5 000 personnes, et une tentative pour 400 personnes.
Selon les données standardisées sur l’âge disponibles sur Eurostat, près de 8 500 suicides ont été recensés en France en 2016, contre 11 994 en 1994, soit une baisse de 40 % du taux de suicide. Le suicide est cependant une cause de décès plus importante que les accidents de la route.
En 2022, selon l'observatoire national du suicide, le taux de suicide chez les hommes en France restait trois fois plus élevé que chez les femmes (20,8 décès pour 100 000 hommes en 2022 contre 6,3 pour les femmes). Bien que les femmes tentent plus souvent de se suicider, leurs gestes sont moins létaux. Ce déséquilibre s’explique, au moins en partie, par une sous-reconnaissance des troubles psychiques chez les hommes, qui consultent moins et expriment difficilement leur mal-être, en raison des stéréotypes virils et une faible culture de la parole émotionnelle. Les hommes manifestent souvent leur souffrance par des comportements à risque, des addictions ou de l’agressivité, ce qui complique le diagnostic et la prise en charge. Des initiatives comme Movember et des enquêtes récentes appellent à renforcer la sensibilisation et à adapter les politiques publiques pour mieux accompagner les hommes dans leur santé mentale.

### Qualification des statistiques
Le Centre d'épidémiologie sur les causes médicales de décès (CépiDc, INSERM) a lancé en France une enquête rétrospective (2001-2002) en interrogeant 532 médecins certificateurs sur des dossiers remplis en 1999. L'étude a conclu que les suicides représentaient en 1999 pour ces cas environ 24 % des morts classées « indéterminées » chez les moins de 25 ans et plus de 40 %  chez les plus de 25 ans. Ceci conduirait à augmenter le taux global de suicide de 7 % 6 au moins, et deux enquêtes locales ont montré qu'en tenant compte des morts de « cause inconnue ou non déclarée », cette proportion passerait à 20 %, voire 30 %. L'INSERM retient une sous-évaluation probable de l'ordre de 10%.
En 2012 il y a eu officiellement 25 suicides/jour en moyenne avec d'importantes différences régionales. Ces chiffres sont en réalité biaisés par une sous-déclaration qui semble beaucoup varier selon les régions. Le degré de sous-estimation a fait l'objet d'une évaluation en 2006 ; selon ce travail les chiffres de taux de suicide publiés changent considérablement selon le département ou la région, et si moins de 10 % des suicidés échappent selon cette étude à la statistique dans la plupart des régions, mais ils seraient 22 % en Rhône-Alpes et 46 % en Île-de-France. Selon la DREES, l’enregistrement d’une cause médicale de décès masque parfois le suicide (« mort violente indéterminée quant à l'intention »), et parfois des suicides suspects entraînent une investigation judiciaire, ou la mort peut être déclarée « de causes inconnues », ou encore parfois l’Inserm n’a pas reçu de certificat.[réf. nécessaire]

### Selon les années
Le taux de suicide en France a évolué de façon différente selon les années :
- de 1953 à 1976, le taux de suicide a été relativement stable, autour de 15,5 pour 100 000 habitants ;
- de 1977 à 1985, il a augmenté régulièrement pour atteindre 22,6 pour 100 000 habitants ;
- il décroît régulièrement depuis (retour à 15,3 pour 100 000 habitants en 2012 et poursuite de la décroissance vers 12,3 pour 100 000 habitants en 2017).
- en 2022, une légère remontée est observée avec un taux de 14,2 pour 100 000 habitants, soit environ 9 200 décès, dont près de 75 % concernent des hommes[1] ;
- en 2023, le taux diminue à 13,6 pour 100 000 habitants, avec 8 868 décès enregistrés, confirmant une tendance à la baisse malgré des disparités régionales
- en 2024, les données consolidées ne sont pas encore disponibles, mais de premières estimations indiquent une stabilité autour de 13,5 pour 100 000 habitants, avec une attention particulière portée aux jeunes femmes et aux personnes âgées (catégories concernée par une hausse de la suicidalité, selon l’Observatoire national du suicide[1],[1].

### Selon le sexe et l'orientation sexuelle
Le suicide touche particulièrement les jeunes homosexuels ou bisexuels hommes, qui présentent 7 à 13 fois plus de probabilité de suicide qu'un hétérosexuel. Dans le même sens, un quart des jeunes qui ont réalisé une tentative de suicide, sont homosexuels. Selon l'Inserm, 650 décès environ ont lieu chaque année chez les 15-24 ans en France. Parmi ces jeunes, deux tiers sont des garçons. Le taux de suicide a chuté depuis 1985, mais les tentatives de suicide des 15-19 ans ont augmenté (4,3 % en 1999).
Les femmes font deux fois plus de tentatives de suicide que les hommes, mais les tentatives de suicide des hommes aboutissent trois fois plus que celles des femmes. Les hommes représentent ainsi 75 % des suicides. Le suicide est la première cause de mortalité chez les 15–35 ans et le risque suicidaire augmente avec l’âge. Les études longitudinales montrent que 15 % des patients déprimés décèdent par suicide[réf. nécessaire]. Le taux de tentative de suicide décroît avec l’âge alors que le taux de suicide augmente.
Selon le baromètre santé de l'Inpes 2011, 0,3 % des hommes et 0,7 % des femmes ont effectué une tentative de suicide au cours de l’année. L’enquête pointe aussi la survenue, plus fréquente, d’idées suicidaires au cours de l’année qui concerne 3,4 % des hommes et 4,4 % des femmes. Les femmes effectuent plus de tentatives de suicides, mais dont l’issue est moins souvent fatale que chez les hommes (qui représentent les trois quarts des décès par suicide). Cette différence s’explique en partie par les moyens utilisés qui sont plus souvent la prise de médicaments pour les femmes et, pour les hommes, l’utilisation d’armes à feu ou la pendaison. Les facteurs de risque des tentatives de suicide et pensées suicidaires sont avant tout la dépression, les violences subies y compris les violences sexuelles, et ce, même quand elles sont survenues il y a longtemps. L’isolement social et la précarité sociale apparaissent aussi comme des facteurs de risque importants.
Parmi les adolescents français ayant tenté de se suicider, un quart (25%) sont homosexuels.

### Selon les groupes socio-professionnels
Selon l'InVS, le taux de mortalité par suicide est trois fois plus élevé chez les employés et les ouvriers que chez les cadres, et ce taux varie selon les domaines d’activité. Les secteurs de la santé et de l’action sociale sont les plus concernés (34,3/100 000), devant les secteurs de l’administration publique (hors fonction publique d'État) (29,8/100 000), de la construction (27,3/100 000) et de l’immobilier (26,7/100 000).
En outre, les exploitants et salariés agricoles ont « un risque plus élevé » de 12 % de se suicider que l'ensemble de la population. Ce risque est de 28 pour 100 000 chez les ouvriers et 8 pour 100 000 pour les « professions intellectuelles supérieures ». La situation des agriculteurs s'aggrave d'année en année : d'un suicide tous les 3 jours en 2016, la fréquence s'est raccourcie à 2 jours en 2018,.
Le taux de suicide dans la police est supérieur de 36 % à la moyenne du reste de la population française en 2017, notamment car l'arme de service[Information douteuse] est utilisée dans la moitié des tentatives.
En ce qui concerne les personnels de l'éducation nationale, le taux de suicide est de 5,85 cas pour 100 000 en 2018-2019, selon le premier bilan officiel du ministère de l'éducation nationale.
Celui des médecins est relativement élevé, supérieur à celui de la police, phénomène probablement expliqué par des horaires de travail parfois très étendus et par une solitude professionnelle.

### Selon les groupes d'âge
Le taux de suicide tend à augmenter avec l'âge (ci-dessous, taux pour 100 000 habitants en France métropolitaine, 2017).
| Âge             | TOTAL | <5 | 5 à 14 | 15 à 24 | 25 à 34 | 35 à 44 | 45 à 54 | 55 à 64 | 65 à 74 | 75 à 84 | 85 à 94 | > 95 |
| --------------- | ----- | -- | ------ | ------- | ------- | ------- | ------- | ------- | ------- | ------- | ------- | ---- |
| Taux de suicide | 12,6  | 0  | 0,3    | 4,1     | 9,1     | 14,9    | 20,5    | 18,2    | 16,2    | 22,5    | 34,1    | 27,7 |

Au total, un tiers des suicidés a plus de 65 ans,. La France figure parmi les pays pour lesquels le suicide des personnes âgées est le plus élevé.
En outre, le taux de suicide relativement faible des adolescents ne doit pas masquer le fait qu'il s'agit de la deuxième cause de mortalité des 15-24 ans après les accidents de la route.

### Selon les régions
C’est en outre-mer qu’on se suicide le moins, et en Bretagne le plus (l’isolement et la solitude, et la dépression sont les premières causes citées lors des appels à SOS-Amitié). Les hommes meurent beaucoup plus de suicide que les femmes, et surtout à 45-49 ans et à 65-69 ans (pour le cas de l’Yonne).
Depuis le début des années 2000 les communautés amérindiennes de Guyane connaissent une recrudescence du nombre de suicides, tristement surnommée « épidémie de suicides » par certaines personnes, en particulier chez les jeunes. Le taux de suicide est 10 à 20 fois plus élevé qu'en France métropolitaine

### Comparaisons internationales
Dans l'OCDE en 2017, le taux de suicide est plus élevé en France (13,1 pour 100 000 en 2015) qu'en Italie (5,7), Espagne (6,8), Royaume-Uni (7,3), Allemagne (10,2), Suède (11,1), Suisse (11,2), Canada (11,8), Australie (11,9) et Autriche (12,4). Les taux de suicide sont en revanche supérieurs aux États-Unis (13,9), au Japon (15,2), en Belgique (15,9), en Hongrie et en Corée du Sud (24,6).
Contrairement à deux idées reçues, au début des années 1990, le suicide était plus fréquent chez les adolescents français que japonais (10,3 cas pour 100 000 contre 8,6) et le taux de suicides était plus élevé en France qu'en Suède chez les hommes comme chez les femmes.

## Évolution historique du suicide dans la société française

### Sous l'Ancien Régime
Avant le XVIIIe siècle, dans la société française, le suicide était un phénomène extrêmement marginal, ou du moins volontairement marginalisé dans les statistiques. Ainsi, au XVIIe siècle, seuls 100 cas de suicide ont été répertoriés en France : dans cette centaine de cas de suicides, le profil de la jeune fille-mère (ne pouvant subvenir aux besoins de son enfant) ressort très souvent. Les suicidés étaient frappés par l'opprobre de l'Église catholique qui les privait alors de la sépulture ecclésiastique en raison de la gravité du péché commis par le suicidé et de son impossibilité d'en faire pénitence. Une ordonnance pénale de Louis XIV, en 1670, acta que les biens du suicidé devaient être confisqués et son corps tiré dans les rues, face contre terre, puis pendu ou jeté aux ordures.
Néanmoins, le XVIIIe siècle fut marqué par une évolution qui généralisa progressivement le phénomène du suicide dans la société française. Ainsi, durant la Révolution Française, près de 150 cas de suicide sont répertoriés en France chaque année, dont les exemples les plus notables sont des hommes politiques (16 députés conventionnels sur 749, comme Condorcet, se sont en effet suicidés dans le cadre de la violence de la Révolution Française). Cette évolution vers une libéralisation du suicide pourrait être expliquée par trois raisons : une lente 
déchristianisation dans la société française à partir de la deuxième moitié du XVIIIe siècle, l'impact des idées des Lumières sur l'opinion publique (comme David Hume, qui nie le caractère criminel du suicide en affirmant en 1777 qu'il n'est qu'un moyen de mettre un terme à une existence misérable, ou le journal The Times qui lance en 1786 le débat suivant : « le suicide est-t-il un acte de courage ? »), ainsi qu'une urbanisation de plus en plus importante où s'entassent dans les villes des individus en proie à la misère et à la solitude. Tandis que dans les campagnes françaises, le suicide reste, au XVIIIe siècle, un phénomène toujours marginal, du fait du poids familial, communautaire et religieux très forts dans le monde rural.

### À l'époque contemporaine
Napoléon décriminalise le suicide dans son code pénal de 1810 (dépressif et acculé militairement, il tentera lui-même de se suicider quatre ans plus tard avec de l'opium). Au XIXe siècle, le suicide devient un phénomène clairement visible dans la société française, à tel point que la France devient l'un des pays européens où l'on se suicide le plus : Paris, où s'entasse dans ses quartiers centraux toute une misère humaine issue de l'exode rural, devient la ville des suicidés, on repêche des corps de la Seine quasiment tous les jours. Cette forte présence du suicide dans la société française se fait pleinement ressentir dans la littérature française, comme dans les Misérables de Victor Hugo où Javert finit par se jeter dans la Seine, ou dans Madame Bovary de Flaubert où Emma finit par s'empoisonner à l'arsenic et mourir dans une agonie crûment narrée. En 1897, Émile Durkheim, dans son ouvrage Le Suicide, théorise définitivement le suicide non plus comme un fait marginal mais comme un fait sociologique ordinaire, en mettant notamment en évidence que la société industrielle est à l'origine d'un isolement social causé par la division du travail et les différences individuelles, et cet isolement social est notamment en cause dans le suicide « égoïste » (la forme la plus courante de suicide). Émile Durkheim montre également que le suicide est très présent non plus seulement dans le monde urbain mais également dans le monde rural, où les agriculteurs (dans une époque de remise en question progressive de la profession agricole) seraient les premiers touchés par le suicide.
À la fin du XIXe siècle, se met dès lors en place un mécanisme afin d'endiguer le suicide, et plus généralement la dépression, dans la société : la psychothérapie. En particulier la psychanalyse, venue d'Autriche et qui trouve un très fort écho en France (à tel point que la France est, encore aujourd'hui, l'un des derniers bastions de la psychanalyse avec l'Argentine). La psychothérapie a une vertu certaine pour endiguer le suicide, comme le montrent les méta-analyses, mais le suicide demeure toujours très fort dans la société française au XXe siècle et au XXIe siècle. Des années 1900 aux années 1940, le nombre annuel de suicidés en France reste relativement stable aux alentours de 8 000, à l'exception des deux guerres mondiales où le taux de suicide est subitement descendu aux alentours de 4 500/5 000. Dans la première moitié du XXe siècle, les départements agricoles comme le Gers, la Lozère et la Creuse étaient les plus touchés, et Paris toujours de loin la grande ville où l'on se suicide le plus. Du XIXe siècle à aujourd'hui, la pendaison devient le mode de suicide le plus utilisé en France.
De la seconde moitié du XXe siècle jusqu'à aujourd'hui, tel que nous l'avons vu dans la partie « Épidémiologie », le taux de suicide a continuellement baissé en France. La France perd ainsi sa place au sommet des pays où l'on se suicide le plus face aux pays d'Europe Centrale et scandinaves durant la Guerre Froide, puis face aux pays slaves à partir des années 90. Mais la France demeure, encore aujourd'hui, le pays d'Europe de l'Ouest où l'on se suicide le plus avec la Belgique, et certaines régions françaises ont connu, à l'inverse, à partir de la deuxième moitié du XXe siècle, une importante augmentation du taux du suicide, en particulier la Bretagne (une région agricole sinistrée où le suicide des agriculteurs est devenu épidémique).

## Observatoire national du suicide
Un décret du 9 septembre 2013 a créé, pour 4 ans, un Observatoire national du suicide auprès du ministre chargé de la Santé. Un nouveau décret du 1er août 2018 a renouvelé sa création pour 5 ans, prorogée de nouveau en 2023.

### Missions
Elles sont précisées par l'article 1 du décret de 2018 : coordonner les différents producteurs de données ; identifier des sujets de recherche, les prioriser et les promouvoir auprès des chercheurs ; favoriser l'appropriation des travaux de recherche par les politiques publiques et le public de façon plus générale ainsi que leur diffusion ; produire des recommandations sur l'amélioration des systèmes d'information et en matière de recherche et d'études ; définir des indicateurs de suivi de la politique de prévention du suicide.

### Composition
L'Observatoire, présidé par le ministre chargé de la Santé, comprend 49 autres personnes : des représentants d'administrations et organismes sociaux impliqués par la question du suicide, 8 représentants d'associations susceptibles d'intervenir dans le champ du suicide, 3 psychiatres, 6 médecins, 2 personnalités qualifiées.

### Publications
L'Observatoire publie un rapport tous les deux ans :
- 1er rapport, de novembre 2014 : État des lieux des connaissances et perspectives de recherche[38] ;
- 2e rapport, de février 2016 : Connaître pour prévenir : dimensions nationales, locales et associatives[39] ;
- 3e rapport, de février 2018 : Suicide : enjeux éthiques de la prévention, singularités du suicide à l’adolescence[40] ;
- 4e rapport, de février 2020 : Quels liens avec le travail et le chômage ? Penser la prévention et les systèmes d’information[41].

## Prévention du suicide en France
Pour un article plus général, voir Prévention du suicide.
Cette prévention est principalement réalisée via des services téléphoniques ou en ligne sur Internet, via des associations de bénévoles telles que Fil santé jeunes, SOS Suicide Phénix, ou SOS Amitié.

## Société et médias
Entre 2008 et 2009, le suicide d'au moins 19 employés de France Télécom retient l'attention de la justice et des médias. Leur nombre, leur survenue sur les lieux de travail ou les derniers mots de victime font porter la responsabilité des suicides sur les restructurations de la compagnie à la suite de sa privatisation.
Les suicides chez les fonctionnaires de Police et Gendarmerie ont aussi retenu l'attention des médias en 2017 ainsi qu'en 2019. Courant novembre 2017, en une semaine, six policiers et deux gendarmes ont mis fin à leurs jours, tandis qu'en 2019, vingt-quatre policiers se sont donné la mort en près de trois mois et demi. En France, le taux de suicide des fonctionnaires de police serait trois fois plus élevé que celui du reste de la population.
Enfin, en 2020, a été relevé le fait que les exploitants agricoles ont la mortalité par suicide la plus élevée de toutes les catégories sociales.
L’Observatoire national du suicide fait état d’un « gradient social très marqué » : les taux d’hospitalisation pour tentatives de suicide sont plus élevés dans les catégories sociales les plus modestes. Santé Publique France attire aussi l'attention sur le poids de la solitude et l'isolement, facteur déterminant chez des personnes sans emploi, peu diplômées, vivant seules.